# Onosandrus tigrinus
Onosandrus tigrinus är en insektsart som beskrevs av Heinrich Hugo Karny 1929. Onosandrus tigrinus ingår i släktet Onosandrus och familjen Anostostomatidae. Inga underarter finns listade i Catalogue of Life.